# 官軍

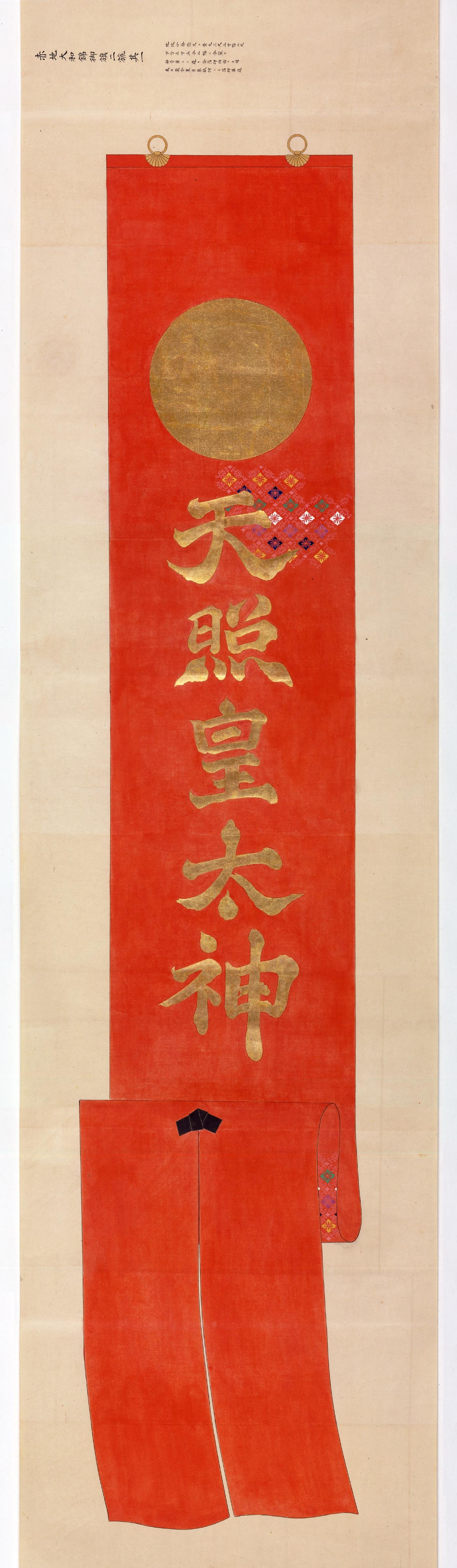
戊辰戦争の際に官軍が用いた旗印である錦の御旗（模写）

官軍（かんぐん/すめらみいくさ）は、君主に属する正規の軍のこと。日本においては天皇及び朝廷に属する軍を指し「皇軍」、「皇師（みいくさ）」、「王師」とも書かれる。

## 概要
尊皇思想が根ざす日本史上において「天皇の軍隊である」という意識は、軍全体の士気にも大きく影響した。
対する言葉は「賊軍」。しかし、官軍・賊軍の立場はその状況次第で変動が激しく、天皇（朝廷）の勅書や後継をめぐる戦略が繰り返される傾向にある。江戸時代の民衆がこれを揶揄した狂歌「勝てば官軍 敗ければ賊よ 命惜むな 國のため」があり、俗に「勝てば官軍、負ければ賊軍」といった諺があるが、承久の乱など、官軍が負けた例もある。どちらかと言えば、敗軍側が「負け惜しみとして」に使う例が多い諺である。戊辰戦争に関しては歴史的経緯を見れば、この言葉のように、勝った側が「官軍」となり、負けた側が「賊軍」となった訳ではなく「官軍」が勝利し「賊軍」が負けた合戦であった（詳しくは後述）。

## 沿革(歴史伝承を含む)
『日本書紀』の記す日本の歴史においては、神武天皇が即位前に、現在の宮崎県から東征し各地の豪族を鎮撫平定し、あるいは戦地を切り抜けて大和国に入り、橿原に都を定めて日本を建国したと説明され、天皇が親しく軍隊を指揮したと記述されている。その後も崇神天皇の時代に四道将軍が遣わされた。

### 神武天皇
『日本書紀』の記述によれば、神武東征のおり、長髄彦軍と孔舎衛において戦い（孔舎衛の戦い）、五瀬命が流れ矢で致命傷を受けたことが記されている。また神武東征の際、女性部隊も存在し、戊午の年9月5日条に、「女軍（めのいくさ）」を女坂に置き、11月7日条では、女軍を進ませ、敵は大兵が来たと思って、尽力して迎え討ったとある。官軍が女兵を用いた初例とされる。

### 四道将軍
『日本書紀』によると、崇神天皇10年（紀元前88年?）にそれぞれ、北陸、東海、西道、丹波に派遣された。なお、この時期の「丹波国」は、後の令制国のうち丹波国、丹後国、但馬国を指す。
教えを受けない者があれば兵を挙げて伐つようにと将軍の印綬を授けられ、翌崇神天皇11年（紀元前87年？）地方の敵を帰順させて凱旋したとされている。なお、崇神天皇は3世紀から4世紀の人物とされている。
- 北陸鎮撫 - 大彦命（おおびこのみこと）の軍隊
- 東海鎮撫 - 武渟川別命（たけぬなかわわけのみこと）の軍隊
- 西道鎮撫 - 吉備津彦命（きびつひこのみこと）の軍隊
- 丹波鎮撫 - 丹波道主命（たんばみちぬしのみこと）軍隊

### 日本武尊
- 西征 -『日本書紀』の記載によれば、日本武尊の父である景行天皇が平定した九州地方で再び叛乱が起き、16歳の小碓命を討伐に遣わしたとある。古事記と異なり倭姫の登場がなく、従者も与えられている。従者には美濃国の弓の名手である弟彦公が選ばれる。弟彦公は石占横立、尾張の田子稲置、乳近稲置を率いて小碓命のお供をしたと記す。
- 東征 -『日本書紀』の記載によれば、東征の将軍に選ばれた大碓命は怖気づいて逃げてしまい、かわりに日本武尊(小碓命)が立候補する。天皇は斧鉞を授け、「お前の人となりを見ると、身丈は高く、顔は整い、大力である。猛きことは雷電の如く、向かうところ敵なく攻めれば必ず勝つ。形は我が子だが本当は神人(かみ)である。この天下はお前の天下だ。この位(＝天皇)はお前の位だ」と話し、最大の賛辞と皇位継承の約束を与え、お伴に吉備武彦と大伴武日連を、料理係りに七掬脛を選ぶ。出発した日本武尊は伊勢で倭姫命より草薙剣を賜ったと記されている。

### 承久の乱
後鳥羽上皇は鎌倉幕府を倒すため、第2代執権の北条義時を朝敵とする『義時追討の院宣』を全国に発布し、諸国の守護人・地頭たちに、上皇の元に馳せ参じるよう命が出された。しかし、義時の嫡男である北条泰時を総大将とする幕府軍が京都を制圧し、官軍が敗北した（承久の乱）。幕府は後鳥羽上皇らを配流し、荘園を没収した。

#### 承久の乱における官軍構成
- 後鳥羽上皇：隠岐島に配流、上皇の持っていた荘園はすべて没収。
- 順徳上皇：佐渡島に配流。
- 貴族で上皇方についた6人：源実朝の妻の兄「坊門忠信」一人が流罪となり、他は処刑（死刑）。
- 上皇方についた武士：ほとんどが処刑（死刑）、領地はすべて没収。
- この他、乱に関与していなかった土御門上皇が自ら望んで土佐（のちに阿波）に流され、仲恭天皇（乱当時4歳）が廃位された。

### 建武の乱
1335年（建武2年）、中先代の乱鎮圧のため鎌倉へと下った足利尊氏が建武政権から離反すると、後醍醐天皇は新田義貞に尊氏討伐の宣旨を発した。義貞は節度使として錦旗と節刀を賜り、朝敵・尊氏の討伐に向かうが、箱根・竹ノ下の戦いに敗れ、京へ撤退した。尊氏は義貞を追って軍勢を西に進め、京都近郊で激戦を繰り広げるが、義貞、北畠顕家、楠木正成の反撃を受けて九州へ追いやられる。
ところが、尊氏は九州に落ちる途中の備後国鞆にて、後醍醐天皇と反目していた光厳上皇から義貞討伐の院宣を与えられ、自身の正当性を確保した。これにより「後醍醐天皇の綸旨を受けて尊氏を討つ義貞」と「光厳上皇の院宣を受けて義貞を討つ尊氏」という2つの官軍が並び立つ状況が生まれ、戦いは大覚寺統朝廷（南朝）と持明院統朝廷（北朝）が対決する構図へと移っていった（南北朝時代）。

### 戊辰戦争

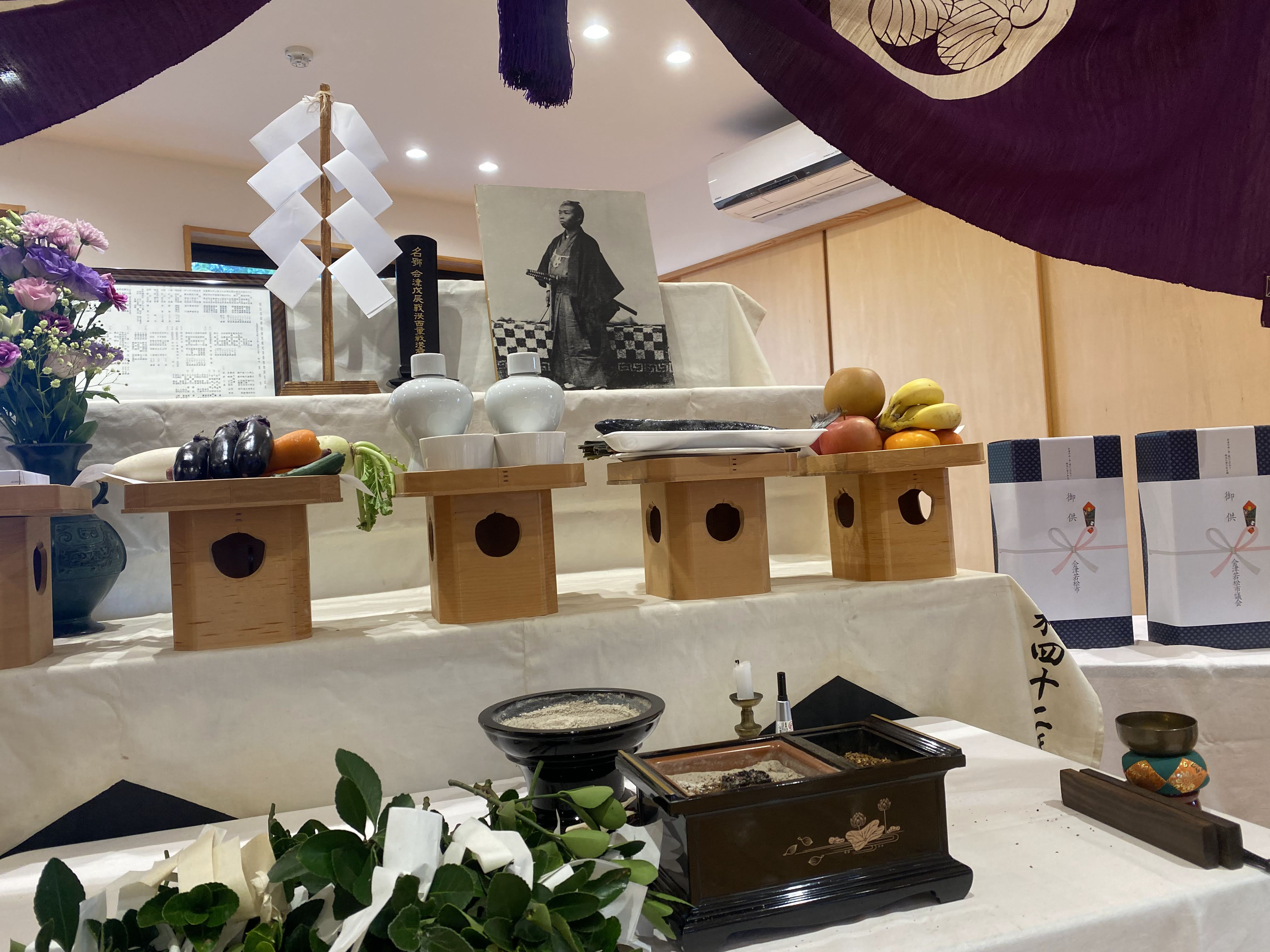
会津若松市・旧官修墳墓慰霊祭（戦歿者を代表し迅衝隊軍監小笠原唯八の遺影が掲げられる）

近代において「官軍」の呼称が用いられていた例として著名な例は、戊辰戦争の際、官軍（新政府軍）が旧江戸幕府軍を賊軍として討伐した際のものである（戊辰戦争）。
1868年（慶応4年）の鳥羽・伏見の戦いの後、明治天皇は、仁和寺宮彰仁親王を征討大将軍、有栖川宮熾仁親王を東征大総督に任じ錦旗と節刀を授けた。朝廷は諸道鎮撫使・諸道総督府などを各地に派遣。官軍諸隊は菊章旗（「錦の御旗」）を掲げ、隊士の襟章にも錦の布が用いられた。鎮撫使や総督府には薩摩藩・長州藩・土佐藩などの雄藩の実力者が参謀などとして参加していた。
同2月14日、隊伍を整え板垣退助率いる、御親征東山道先鋒総督軍(主力部隊は土佐藩迅衝隊)は禁裏を拝し、京都より出陣。2月15日、東征大総督・有栖川宮も京都より出陣した。御親征先鋒総督軍は同年4月、江戸開城を成し遂げ、同年5月、熾仁親王は江戸鎮台及び会津征討大総督を兼任し、同年10月に東征の功を成して大総督を免ぜられた。
官軍といっても実態は新政府側についた諸藩の軍と草莽の部隊によって構成され、大総督府がこれらの部隊を統制した。また、各地に民政局を設置して窮民保護を掲げて民衆に宣伝を行った。その一方で、赤報隊が喧伝した「年貢半減」を一時的に了承しながらも取り消したり、世直し一揆を鎮圧するなど宣伝と矛盾する措置が行われたこともあった。混成であるがゆえに、赤報隊の一部は新政府の帰還命令を無視して独断で行動した挙句、各地で略奪行為を行ったため、「偽官軍」として処分されている。

#### 戊辰戦争における官軍構成
- 征討大将軍（慶応4年1月4日設置・同年1月28日廃止）
- 東征大総督府（慶応4年2月9日設置）
  - 御親征東海道先鋒総督府
    - 総督 - 副総督 - 参謀 - 内参謀 - 軍監

  - 御親征東山道先鋒総督府
    - 総督 - 副総督 - 参謀 - 内参謀 - 軍監

  - 御親征北陸道先鋒総督府
    - 総督 - 副総督 - 参謀 - 内参謀 - 軍監

  - 御親征奥羽先鋒総督府
    - 総督 - 副総督 - 参謀 - 内参謀 - 軍監